# Microrregión de Restinga Seca
La microrregión de Restinga Seca es una de las microrregiones del estado brasileño del Rio Grande do Sul perteneciente a la mesorregión Centro Occidental Rio-Grandense. Su población fue estimada en 2005 por el IBGE en 68.118 habitantes y está dividida en nueve municipios. Posee un área total de 3.004,521 km².

## Municipios
- Agudo
- Dona Francisca
- Faxinal do Soturno
- Formigueiro
- Ivorá
- Nova Palma
- Restinga Seca
- São João do Polêsine
- Silveira Martins

- Datos: Q2565601